# Paracentrotus lividus
Paracentrotus lividus là một loài nhím biển trong họ Parechinidae, đây là một loài nhím thông dụng trong ẩm thực vùng Địa Trung Hải với món nhím biển sống dùng với lá chanh tại Ý chúng có lớp vỏ ngoài cứng, thân tròn được bao phủ bởi rất nhiều gai. Thực tế, phần ăn được của nhím biển là cơ quan sinh dục của chúng (không phải trứng). Mỗi một con nhím biển có năm lưỡi thịt, có vị mặn và ngậy, chứa cholestrel tinh khiết và có kết cấu tương tự như món panna cotta sữa ngọt béo của Ý. Nhím biển được thu hoạch theo mùa, người ta thường chỉ vắt một chút chanh vào các lưỡi thịt và ăn sống. 

## Chế biến
Nhím biển là đồ ăn phổ biến ở Ý. Nhím biển sau khi bắt sẽ được tách đôi, rửa sạch rồi lấy thịt cho vào chén. Chỉ cần cho thêm một ít chanh và mù tạt đánh đều ăn cùng cải xanh là bạn đã một bữa ăn. Chính cái vị hăng nồng của cải, vị cay của mù tạt làm mất đi vị tanh đặc trưng, mang lại cảm giác béo bùi cùng vị ngọt thơm ngon. Nếu không ăn dược mù tạt, có thể ăn với muối tiêu chanh kết hợp cùng ít lá rau răm. Vị ngon của loài hải sản này sẽ không mất đi mà còn tăng thêm nhờ vị cay, thơm nồng từ rau răm, giúp món ăn thêm cuốn hút. Nhím biển sống ăn cùng tôm và trứng cá hồi. Chỉ cần cho thêm một ít chanh và mù tạt đánh đều ăn cùng cải xanh. Chính vị hăng nồng của cải, vị cay của mù tạt làm mất đi vị tanh đặc trưng, mang lại cảm giác béo bùi cùng vị ngọt thơm ngon.